# (38596) 1999 XP199
1999 XP199 (asteroide 38596) é um asteroide troiano de Júpiter. Possui uma excentricidade de 0.06406480 e uma inclinação de 6.48691º.
Este asteroide foi descoberto no dia 12 de dezembro de 1999 por LINEAR em Socorro.